# タマシャモ
タマシャモは、埼玉県坂戸市・深谷市を中心に生産されている鶏の品種。埼玉県唯一の銘柄鶏。タマシャモの「タマ」は、「多摩」ではなく「埼玉」から採ったものである。

## 概要
1984年（昭和59年）に埼玉県養鶏試験場（現：埼玉県農林総合研究センター畜産研究所）で高品質肉用鶏として開発された。旧日高市養鶏試験場で開発された「大和しゃも」の雄と「ニューハンプシャー」種の雌を交配して得た雌に、「大軍鶏」を交配して「タマシャモ原種」を作成。この原種に「ロードアイランドレッド」種を交配して得た雌に、さらに「タマシャモ原種」を交配して作り出された。
1991年（平成3年）から地域農家へ雛の提供を始め、生産者によって180日以上飼育されて出荷される。2001年（平成13年）4月1日には生産者・食鳥処理業者・流通業者による「彩の国地鶏タマシャモ普及協議会」が発足して普及に努めている。